# Sustentio
Die Sustentio(n) ist eine rhetorische Figur, durch die der Redner eine Überraschung bei seinen Zuhörern auslöst, indem er  
- eine gewisse Erwartungshaltung der Zuhörer bezüglich dessen, was jetzt eigentlich kommen müsste, nicht befriedigt, indem z. B. ein Sprichwort bzw. eine bekannte Formulierung abgewandelt wird: Selbsterkenntnis ist der beste Weg zur Verstellung. Erwartet wird hier ja der bekannte Spruch: Selbsterkenntnis ist der beste Weg zur Besserung. Der Redner bringt jedoch seine eigene unerwartete Version.

- eine widersprüchlich scheinende Begründung für eine vorher abgegebene Erklärung gibt: Ich liebe starke Getränke. Daher bestelle ich an der Bar immer Milch. Starke Getränke werden wohl eher mit Hochprozentigem assoziiert als mit Milch, der außerdem noch die Eigenschaft eines Kindergetränkes anhaftet.

Wenn es nur um ein einzelnes Wort geht, spricht man von einem Aprosdoketon.